# گرم‌کننده تختخواب

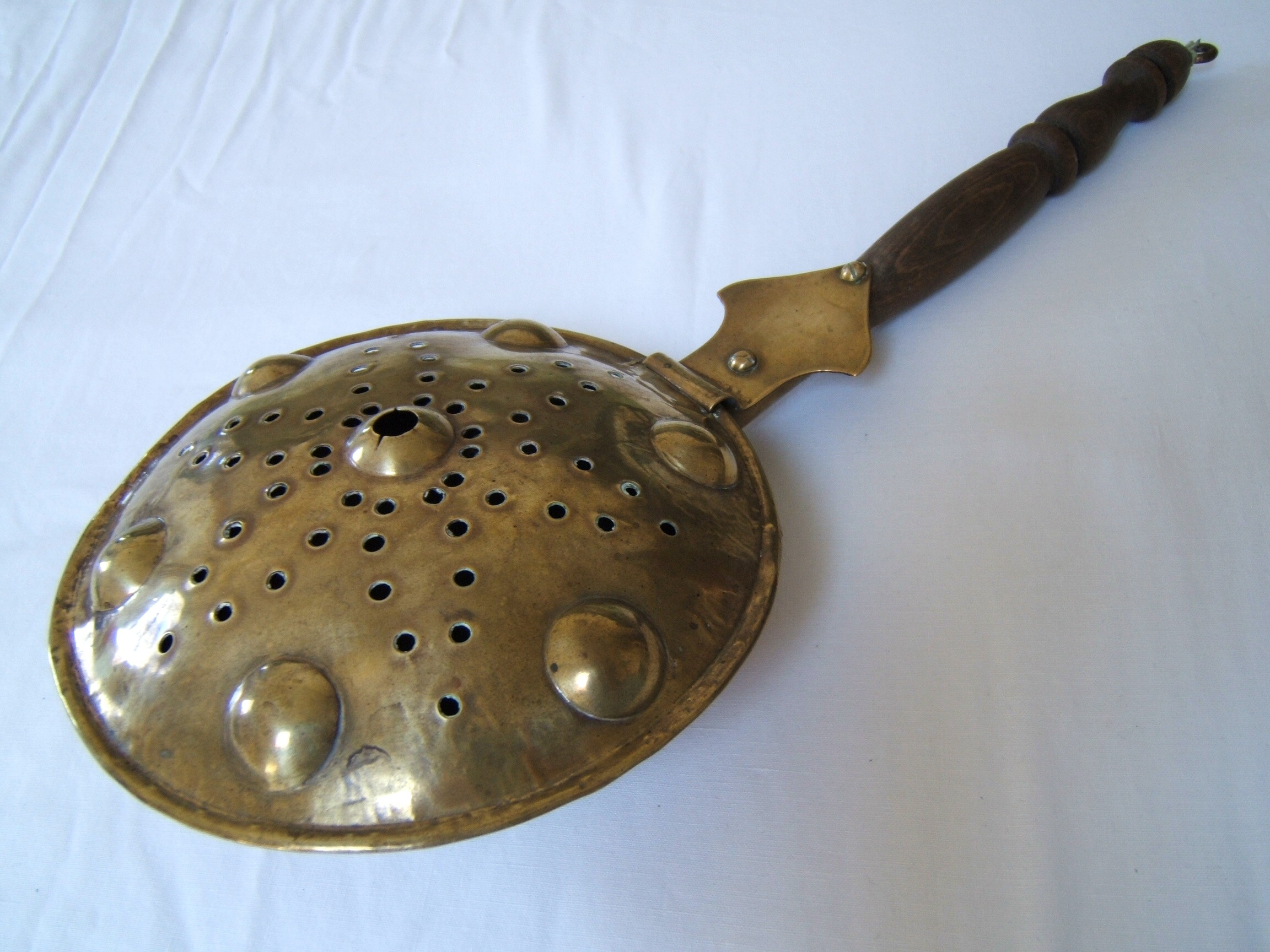
گرم‌کننده تختخواب از هلند

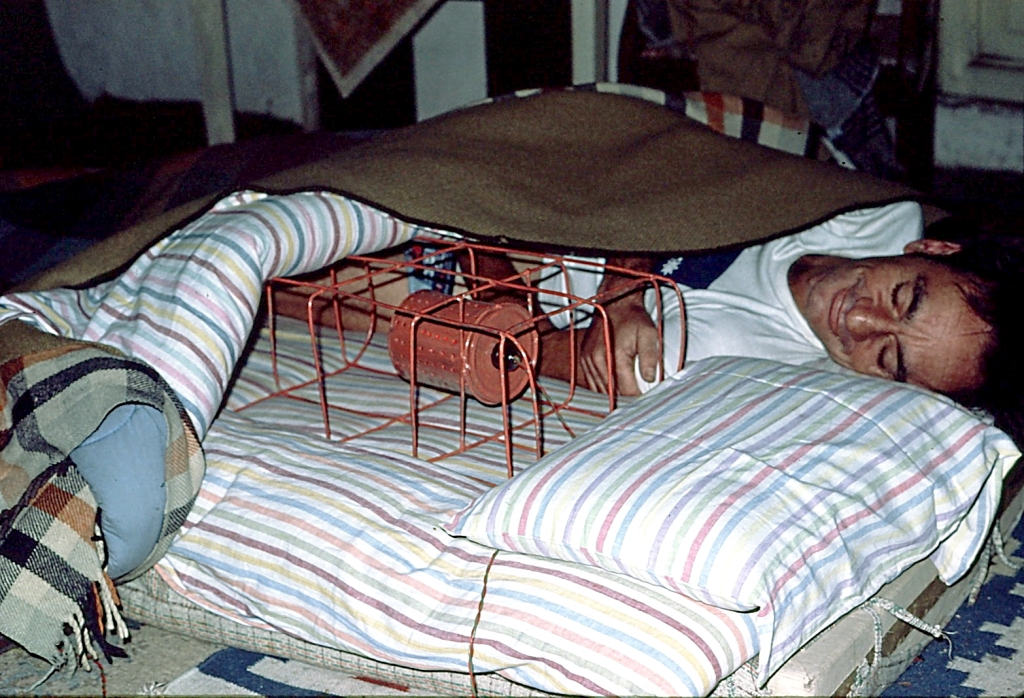
تخت الکتریکی گرم (با یک لامپ الکتریکی محافظت) در Dharamkot (هیماچال پرادش)، هند.

گرم‌کننده‌های تختخواب از قدیم یکی از وسایل مرسوم در زمستانهای سرد مخصوصاً در کشورهای اروپایی بوده است، این نوع گرم‌کننده شامل یک ظرف فلزی دسته‌دار است مثل ماهی‌تابه با یک درب، این ماهیتابه را با زغال پر می‌کنند و زیر تخت قرار می‌دهند تا به‌خوبی تخت را قبل از استفاده گرم کند.
بعد از اختراع لاستیک، گرم‌کننده‌های کلاسیک جای خودش را به بطری‌های پلاستیکی آب گرم دادند که هنوز هم استفاده می‌شود. در اوایل قرن بیستم میلادی پتوهای الکتریکی و گرم‌کننده‌های تخت خواب الکتریکی اختراع شدند.